# August Lafontaine

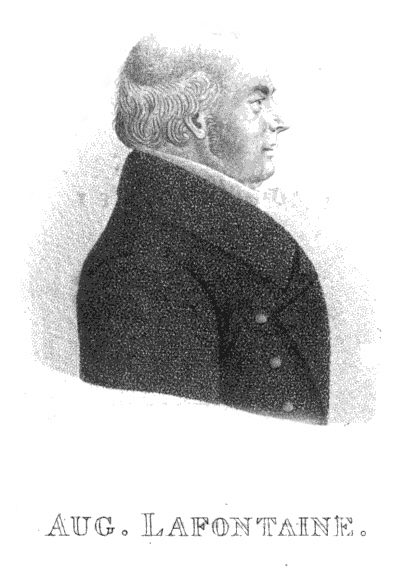
Porträt August Lafontaine (Frontispiz zu Grubers Biographie von 1833)

August Heinrich Julius Lafontaine (* 5. Oktober 1758 in Braunschweig; † 20. April 1831 in Halle) war ein deutscher Schriftsteller.

## Leben und Werk
August Lafontaine war Sohn des Malers Ludolph Lafontaine (1704–1774), dessen Vorfahren nach Deutschland eingewanderte Hugenotten waren. Er studierte an der Universität Helmstedt Theologie und verließ 1780 die Universität ohne Abschlussexamen als Kandidat. Bis 1789 bekleidete er meist Hauslehrerstellen und war Privatlehrer für alte Sprachen. In Halle (Saale) legte er sein Predigerexamen ab und heiratete 1791 Sophie Abel (1750–1822), die Tochter seines geistlichen Amtskollegen Christian Leberecht Abel (1719–1776) und damit Enkelin des Historikers und Dichters Caspar Abel. 1792 folgte er dem preußischen Heer als Feldprediger in die Champagne. Danach zog er sich 1800 auf ein Landgut bei Halle (Saale) zurück und begann zu schreiben. Er verfasste über 60 Romane und Erzählungen überwiegend empfindsamen Inhalts. Genau bestimmen lässt sich der Umfang seines Werks heute nicht mehr, da er auch unter Pseudonymen wie Miltenberg, Selchow und Gustav Freier Bücher veröffentlichte. 1811 reiste er nach Venedig und Wien. In Übersetzungen erschienen Lafontaines Romane und Erzählungen in sämtlichen Ländern Europas und in Nordamerika. Zu seiner Zeit war Lafontaine einer der meistgelesenen Schriftsteller Deutschlands, aber später geriet er fast vollständig in Vergessenheit.
Zu seinen berühmtesten Lesern gehören Napoleon, Achim von Arnim, Franz Grillparzer, Joseph von Eichendorff und die Königin Luise von Preußen.
Lafontaine ist als Autor empfindsamer Romane, die zugleich bürgerliche „Familien-Gemählde“ sein sollen, als Prosaist das Pendant zu den Dramatikern August Wilhelm Iffland und August von Kotzebue, deren Dramatik im Gefolge der klassisch-romantischen Literaturpolitik Goethes, Schillers und Friedrich Schlegels ebenfalls in Vergessenheit geriet.
Ein kritisches, Lafontaines Texte an der Norm der Erzählkunst Goethes messendes Urteil über Lafontaine fällt Eduard Engel im 1. Band seiner „Geschichte der Deutschen Literatur“ (1917):
„Nur der Vollständigkeit wegen sei als Romanschreiber noch August Lafontaine (1759–1831) genannt, ursprünglich Theologe, später einer der fruchtbarsten und furchtbarsten Massenschriftsteller Deutschlands. Er soll über 150 Bände mit Romanen und Novellen gefüllt haben, die einst alle von einem ansehnlichen Leserkreise bewundert und verschlungen wurden. Heut ist er bis auf die letzte Zeile vergessen, obwohl er über eine nicht geringe Erfindung und erzählerische Gewandtheit gebot.“

## Nachleben
Lafontaines Leben wird in Arno Schmidts Funkdialog Quinctius Heymeran von Flaming – Eine Schuld wird beglichen ausführlich beschrieben. Schmidt nimmt Lafontaine gegen dessen Kritiker engagiert in Schutz und billigt den frühen Werken, darunter Klara du Plessis und Klairant. Eine Familiengeschichte französischer Emigrierten (Berlin 1795), durchaus beachtliche literarische Qualitäten und Originalität zu.
Anlässlich der 250. Wiederkehr des Geburtstages von Lafontaine am 5. Oktober 2008 hat der Verlag Zweitausendeins in Frankfurt am Main das Werk Leben und Thaten des Freiherrn Quinctius Heymeran von Flaming in einer bibliophilen Ausstattung in zwei Bänden neu aufgelegt. Der Roman ist als engagiertes Plädoyer gegen den Rassismus des Göttinger Gelehrten Christoph Meiners auch gegenwärtig von großem Interesse –, zumal seine satirische Schreibart immer noch reizvoll zu lesen ist. 
Ebenfalls im Jahr 2008 widmete die Stadt Halle (Saale) dem Schriftsteller Lafontaine die Leseaktion Halle liest, in deren Rahmen auch die im Mitteldeutschen Verlag erschienene Zusammenstellung Lesebuch vorgestellt wurde. Dessen Herausgeberin sorgte zudem im Oktober 2007 für ein Zusatzschild für die hallische Lafontainestraße. Diese befindet sich wenige Hundert Meter von seinem Wohnhaus entfernt und wurde ihm zu Ehren 1885 so benannt. Im selben Jahr veranstalteten die Literaturwissenschaftler Cord-Friedrich Berghahn und Dirk Sangmeister eine internationale wissenschaftliche Tagung, die an der TU Braunschweig stattfand. Die Ergebnisse liegen seit 2010 als Buch vor und stellen den bislang neuesten Stand der Lafontaine-Forschung dar.

## Schriften (Auswahl)
- Die Gewalt der Liebe in Erzählungen. Berlin, 1791–94, 4 Bde.
- Der Naturmensch. Halle 1792
- Moralische Erzählungen. Berlin, 1794–1802, 6 Bde.
- Klara du Plessis und Klairant. Eine Familiengeschichte Französischer Emigrierten. Berlin 1795.
  - Nachdruck: Klara du Plessis und Klairant. Mit einem Vorwort versehen von Hans-Friedrich Foltin. Georg Olms,  Hildesheim / New York 1976, ISBN 978-3-48708066-6.
- Leben und Thaten des Freiherrn Quinctius Heymeran von Flaming. Berlin, 1795–96, 4 Bde. Neuausgabe: Zweitausendeins, Frankfurt a. M. 2008, ISBN 978-3-86150-877-9
- Die Familie von Halden. Berlin, 1797, 2 Bde.
- Der Sonderling. Halle, 1799, 3 Bde.
- Kleine Romane und moralische Erzählungen. Berlin, 1799–1810, 12 Bde.
- Hermann Lange. Berlin, 1800, 2 Bde.
- Leben eines armen Landpredigers. Berlin 1800–01, 2 Bde.
- Erzählungen aus dem häuslichen Leben. Görlitz, 1805–07, 2 Bde.
- Amalie Horst. 1810, 2 Bde.
- Die Gefahren der großen Welt oder Bertha von Waldeck. Halle u. Leipzig, 1811, 2 Bde.
- Das Testament. Eine Familiengeschichte. Wien, Hass, 1812, 5 Bde.
- Die Pfarre an der See. 1816, 3 Bde.
- Rudolf von Werdenberg.1819, 3 Bde.
- Die Geschwister oder Die Reue. 1819, 2 Bde.
- Die Wege des Schicksals. 1820, 2 Bde.

- August Heinrich Julius Lafontaine: Lesebuch, Herausgegeben von Ingeborg von Lips, Literatur aus Mitteldeutschland, Band 1, Mitteldeutscher Verlag, Halle (Saale), 2008, ISBN 978-3-89812-554-3
- Das Herz wandte sich mir in der Brust um. Literarische Briefe von den Kriegen der Französischen Revolution von August Heinrich Julius Lafontaine, Hrsg. von Ingeborg und Hermann von Lips, Mitteldeutscher Verlag, Halle (Saale), 2008, ISBN 978-3-89812-579-6